# Асе ле Беранже
Асе ле Беранже (фр. Assé-le-Bérenger) насеље је и општина у западној Француској у региону Лоара, у департману Мајен која припада префектури Лавал.
По подацима из 2011. године у општини је живело 422 становника, а густина насељености је износила 36,13 становника/km². Општина се простире на површини од 11,68 km². Налази се на средњој надморској висини од 150 метара (максималној 290 m, а минималној 122 m).

## Демографија
| 1962. | 1968. | 1975. | 1982. | 1990. | 1999. | 2011. |
| ----- | ----- | ----- | ----- | ----- | ----- | ----- |
| 327   | 348   | 295   | 271   | 298   | 329   | 422   |

График промене броја становника у току последњих година